# William Mulholland
William Mulholland (* 11. September 1855 in Belfast, Vereinigtes Königreich; † 22. Juli 1935 in Los Angeles, Kalifornien) war ein prominenter und einflussreicher Wasserbauingenieur in Südkalifornien, der das Wachstum von Los Angeles ermöglichte.
In Belfast im Norden Irlands geboren, emigrierte Mulholland in den 1870er Jahren nach New York City und reiste 1877 nach San Francisco; kurz danach arbeitete er in den Kupferminen von Arizona. Schließlich zog er nach Los Angeles um, wo er den Rest seines Lebens verbrachte.

## Wasser für Los Angeles
Der spätere autodidaktische Ingenieur grub zunächst als Hilfsarbeiter Entwässerungskanäle bei der Los Angeles Water Company (LAWC). Die veraltete Wasserversorgung der Stadt beruhte damals im Wesentlichen auf offenen Kanälen, die vom Los Angeles River abzweigten, und befand sich ausschließlich in privaten Händen. Die LAWC gehörte dem Unternehmer Frederick Eaton, dem Mulholland später in einer langjährigen Freundschaft eng verbunden war. Innerhalb des Unternehmens stieg Mulholland kraft seines Talentes schnell auf und bekam von Eaton 1886 die Leitung des Betriebs übertragen. Im selben Jahr nahm er die amerikanische Staatsbürgerschaft an. 1902 kaufte die Stadt Los Angeles die LAWC, machte die Wasserversorgung zur öffentlichen Aufgabe und führte das Unternehmen in die von da an für die Wasser- und Stromversorgung zuständige Behörde, das „Los Angeles Department of Water and Power“ (LADWP), über. Frederick Eaton konnte im Stadtrat durchsetzen, dass Mulholland als Leiter der Behörde übernommen wurde. Wenige Stellen in der örtlichen Verwaltung haben eine ähnliche Wirkung auf das Schicksal einer Metropole gehabt wie diese Behörde, denn Los Angeles war eigentlich eine von Gestrüpp bedeckte Wüste, die Mulholland mit seinem öffentlichen Wasserkanalsystem in eine bewohnbare Stadt umwandelte. Mulhollands Büro und Hauptquartier befand sich im obersten Stockwerk des „Million Dollar Theater“ Sid Graumans, auf der Broadway-Straße in Downtown Los Angeles. Heute besitzt der Schauspieler Nicolas Cage diese Fläche, die er renovieren und sanieren ließ.

## Bau des Los-Angeles-Aquädukts
Mulholland und Eaton unternahmen erstmals 1904 eine gemeinsame Reise ins Owens Valley, um Wasserrechte für die Stadt Los Angeles zu erwerben. Zu dieser Zeit konkurrierten Landerschließungs- und Wasserversorgungsgesellschaften mit ortsansässigen Ranchern und Siedlern um die begehrten Konzessionen. Das 1902 gegründete United States Bureau of Reclamation (USBR), eine Abteilung des Innenministeriums der Vereinigten Staaten, plante für das Owens Valley die Einrichtung eines Regulierungssystems zur gleichmäßigen Verteilung des Wassers. Eaton und Mulholland erwarben mit diversen Tricks und Winkelzügen immer mehr Wasserrechte für Los Angeles und schreckten hierbei weder vor der Bestechung des örtlichen USBR-Leiters zurück noch vor Lug und Betrug. So gab sich Frederick Eaton als privater Rinderzüchter aus und kaufte auf eigene Rechnung in großem Umfang Weideland mit den dazugehörenden Wasserrechten, um dieses später mit Gewinn an die Stadt Los Angeles zu veräußern. William Mulholland dramatisierte einerseits in seiner Heimatstadt die Versorgungslage und beschwichtigte andererseits die Einwohner des Owens Valley mit der falschen Behauptung, Los Angeles benötige nur Wasser zur Belieferung der Haushalte, nicht aber zur Bewässerung landwirtschaftlicher Grundstücke. Viele Farmer verkauften ihren Grundbesitz an die Stadt Los Angeles, und letztlich gelang es Eaton und Mulholland, das Bewässerungsprojekt des USBR zu Fall zu bringen. 1907 begann der Bau des Los-Angeles-Aquädukts, einer Wasserleitung, die sich über 373 Kilometer vom Owens Valley (in der Nähe des Yosemite-Nationalparks) durch das Central Valley bis nach Los Angeles erstreckt. Beim Bau gruben 2000 Bauarbeiter 164 Tunnel. Im November 1913 eröffnete Mulholland offiziell sein Meisterwerk im schnell wachsenden Bundesstaat, das sein Wasser von den Zuflüssen des Mono Lakes erhielt; fünfzehn Jahre später (1928) war der Owens Lake völlig trocken.
Der Erwerb der Genehmigungen und Wasserrechte war juristisch und moralisch nicht einwandfrei. Der Film Chinatown mit Jack Nicholson nimmt sich dieses Themas an. Die Farmer in der Owens-Valley-Gegend leisteten dem Projekt heftig Widerstand, weil das bis dahin fruchtbare Tal durch das übermäßige Abzweigen des Wassers auszutrocknen drohte. Man sprengte 1924 den Aquädukt bei Jawbone Canyon; andere Gegner des Projekts öffneten eine Schleuse und leiteten vier Tage lang Wasser ab, so dass die Preise stiegen. Diese Situation zwang den Stadtrat von Los Angeles mit den Farmern zu verhandeln. Erst in den 1990er Jahren schlossen die Farmer und Los Angeles einen endgültigen außergerichtlichen Vergleich. Mulholland selbst war unerbittlich. Er sagte, dass er den Verlust so vieler Bäume im Tal teilweise bedauere, weil nun eine ausreichende Zahl von Bäumen fehle, um jeden dort lebenden Unruhestifter hängen zu können.

## Ende der Karriere
Das Ende von Mulhollands Karriere kam am 12. März 1928. Die St.-Francis-Talsperre brach, mit dem Ergebnis, dass ungefähr 45 Millionen Kubikmeter Wasser in das Santa Clara Valley (nördlich von Los Angeles) flossen. Eine 30 Meter hohe Welle rollte mit einer Geschwindigkeit von etwa 30 km/h das Santa-Clara-Flussbett entlang in die Mündung in den Pazifik bei Ventura. Die Konsequenzen waren verheerend. Die Kleinstadt Santa Paula lag unter 8 Meter Schlamm, Schutt und Ablagerung begraben; in anderen Orten waren es beinahe 25 Meter. Rettungsmannschaften arbeiteten mehrere Tage, aber dennoch kamen 450 Menschen ums Leben, darunter 42 Kinder in einer Grundschule. Auf Grund dieser Katastrophe legte Mulholland sein Amt nieder. Darüber hinaus übernahm er bedingungslos die Verantwortung für den Dammbruch, der damals als das schlimmste Unglück des amerikanischen Bauingenieurwesens galt. Während der gerichtlichen Untersuchung sagte Mulholland: „Ich beneide die Toten“. Letztendlich wurde er allerdings freigesprochen, weil als Ursache des Dammbruchs die Instabilität der Gesteinsschichten, auf denen die Staumauer errichtet worden war, festgestellt wurde; dies sei nach Auffassung der Richter für Mulholland nicht erkennbar gewesen.

## Sein Vermächtnis
Trotz dieser Katastrophe hat Mulholland einen Platz in der Geschichte von Los Angeles. Seine Vision und Initiative ermöglichten den späteren Erfolg der Stadt, die am Anfang des 20. Jahrhunderts kaum 100.000 Einwohner hatte – ohne Mulholland hätte der dauerhafte Wassermangel die Zukunft der Stadt begrenzt. Sein Wasserversorgungssystem funktioniert noch heute, und man hat eine der bekanntesten Landstraßen in Los Angeles, den Mulholland Drive, nach ihm benannt.
William Mulholland starb 1935 und wurde auf dem Forest Lawn Memorial Park Cemetery in Glendale beigesetzt.